# Distrito de Bobonaro
Bobonaro es un distrito de Timor Oriental ubicado en el extremo noroccidental del país, justo en el centro de la isla de Timor. 
Posee una extensión de 1368 km² y una población cercana a 100 mil habitantes. Su capital es Maliana, cuarta ciudad en importancia del país, con 13200 habitantes; le siguen en importancia Auba con 6700 habitantes y Lolotoi con 3800 habitantes. Es un destino popular en la isla, por sus montañas y sus fuentes termales.